# جیمز بیکر (بازیکن فوتبال، زاده ۱۹۱۱)
جیمز بیکر (انگلیسی: James Baker; ۳ اوت ۱۹۱۱ – ۲۲ فوریهٔ ۱۹۷۴) بازیکن فوتبال اهل بریتانیا بود.
از باشگاه‌هایی که در آن بازی کرده‌است می‌توان به باشگاه فوتبال ولورهمپتون واندررز، باشگاه فوتبال چارلتون اتلتیک، باشگاه فوتبال پورت ویل، و باشگاه فوتبال بارو اشاره کرد.